# Good American Family
Good American Family es una miniserie estadounidense de drama y crimen verdadero creada por Katie Robbins, y protagonizada por Ellen Pompeo, Mark Duplass, e Imogen Faith Reid para Hulu. Basada en la adopción de Natalia Grace por Kristine y Michael Barnett. Los Barnett, que al principio creían que Natalia era una niña con enanismo, empiezan a cuestionarse esta suposición a medida que se desarrolla la historia. Se estrenó el 19 de marzo de 2025.

## Sinopsis
Narrada desde múltiples puntos de vista, como un medio para explorar cuestiones de perspectiva, prejuicios y trauma, este cautivador drama está inspirado en las inquietantes historias que rodean a una pareja del Medio Oeste norteamericano que adopta a una niña con una rara forma de enanismo. Sin embargo, a medida que la crían junto a sus otros tres hijos, surge un enigma en torno a su edad y su pasado, y poco a poco comienzan a sospechar que tal vez no sea quien dice ser. Mientras defienden a su familia de la hija que creen que es una amenaza, ella libra su propia batalla para enfrentar su pasado y lo que el futuro le depara, en un enfrentamiento que finalmente se desarrolla en los tabloides y en la sala del tribunal.

## Elenco y personajes

### Principales
- Ellen Pompeo como Kristine Barnett, la madre adoptiva de Natalia
- Mark Duplass como Michael Barnett, el padre adoptivo de Natalia.
- Imogen Faith Reid como Natalia Grace[2]

### Recurrente
- Sarayu Blue como Valika, la madre de uno de los niños de la guardería de Kristine.
- Dulé Hill como Brandon Drysdale, un detective que investiga acusaciones criminales contra los Barnetts.
- Jenny O'Hara como Almeda
- Christina Hendricks como Cynthia Mans

### Invitados
- Mary Birdsong como Sandy Mosley
- Kyle Bornheimer como el Dr. Wachter
- Dominic Burgess como Tom
- Jennifer Lafleur como Leslie
- David Paymer como el Dr. Lawrence
- Tracie Thoms como Randi Burch
- Sofia Hublitz como la joven Kristine
- Aida Turturro como Myra Grant
- Geoffrey Arend como el Detective Taylor
- Zach Tinker como el joven Michael
- Peter Holden como Ted Jones
- Olivia Sandoval como Melinda Aguilar

## Episodios
| N.º | Título                            | Dirigido por      | Escrito por                      | Fecha de emisión original |
| --- | --------------------------------- | ----------------- | -------------------------------- | ------------------------- |
| 1   | «Almost Like a Prayer»            | Liz Garbus        | Katie Robbins                    | 19 de marzo de 2025       |
| 2   | «Jump the Jitters Out»            | Stacie Passon     | Katie Robbins                    | 19 de marzo de 2025       |
| 3   | «Ghosts Everywhere»               | Seith Mann        | Sarah Sutherland                 | 26 de marzo de 2025       |
| 4   | «Right There in Black and White»  | Eva Vives         | Eoghan O'Donnell                 | 2 de abril de 2025        |
| 5   | «Too Hurty Without It»            | Liz Garbus        | Katie Robbins                    | 9 de abril de 2025        |
| 6   | «Not Today Satan»                 | Hannah Fidell     | Jaquen Tee Castellanos           | 16 de abril de 2025       |
| 7   | «If You Tell a Story Well Enough» | Iain B. MacDonald | Samantha Levenshus               | 23 de abril de 2025       |
| 8   | «Blood on Her Hands»              | Iain B. MacDonald | Katie Robbins & Sarah Sutherland | 30 de abril de 2025       |

## Producción
En agosto de 2022, se anunció que Hulu había ordenado la producción de una serie limitada inspirada en hechos reales de la vida de Natalia Grace, creada por Katie Robbins. Ellen Pompeo se unió al elenco interpretando a Kristine Barnett y a su vez producir ejecutivamente bajo su sello Calamity Jane, junto con Laura Holstein. Sarah Sutherland, Mike Epps, Dan Spilo, Niles Kirchner y Andrew Stearn también que son productores ejecutivos.
Producida por 20th Television (anteriormente ABC Signature), la serie está contada desde múltiples puntos de vista para «reflejar las narrativas conflictivas de sus personajes centrales». Liz Garbus dirige y produce ejecutivamente el piloto. En marzo de 2024, se anunció que Mark Duplass se unió al elenco para interpretar a Michael Barnett. El verdadero Barnett fue la única persona que vendió los derechos de su historia para la serie. Al mes siguiente, se anunció que Dulé Hill y Sarayu Blue se unieron al elenco recurrente. El rodaje de la serie comenzó en julio de 2024 en Santa Clarita, California.

## Lanzamiento
Good American Family se estrenará en Hulu con un estreno de dos episodios el 19 de marzo de 2025. La serie se estrenó internacionalmente en la sección Star en Disney+.

## Recepción

### Audiencia
TVision, utilizando su Power Score para evaluar la programación de CTV a través de la audiencia y la participación en más de 1.000 aplicaciones, calculó que Good American Family fue la sexta serie más vista del 17 al 23 de marzo. La serie se situó en el puesto número 1 de la lista «Top 15 Today» de Hulu - una lista actualizada diariamente de los títulos más vistos de la plataforma - el 25 de marzo. El agregador de streaming Reelgood, que rastrea datos en tiempo real de 20 millones de usuarios estadounidenses de contenidos originales y adquiridos a través de servicios SVOD y AVOD, informó de que Good American Family fue el octavo programa más visto en EE. UU. en la semana que terminó el 26 de marzo.

### Respuesta de la crítica

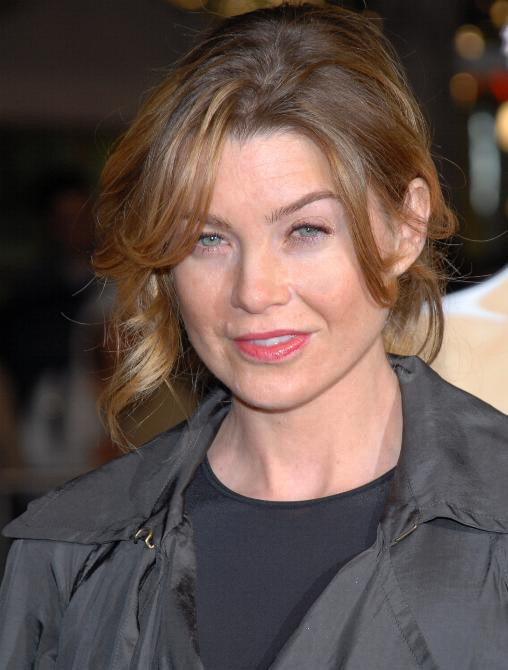
La actuación de Ellen Pompeo como Kristinne Barnett fue elogiada por la crítica.

En el sitio web del agregador de reseñas Rotten Tomatoes tiene un índice de aprobación del 53%, basándose en 19 reseñas con una calificación media de 5.5/10. El consenso crítico dice: «El ambicioso uso de la perspectiva que hace Good American Family tiene algunas recompensas, pero también da lugar a una dramatización desigual y cuestionable de esta sórdida historia real». En Metacritic, tiene una puntuación media ponderada de 60 de 100, basada en 12 reseñas, indicando reseñas «mixtas o medias».
Cristina Escobar, de RogerEbert.com, afirmó que Good American Family parece al principio una típica película de Lifetime, pero elogió cómo la serie evoluciona hacia una compleja exploración de la moralidad y la naturaleza humana. Consideró que, si bien el primer episodio era melodramático, la serie cambió de rumbo en el segundo, abrazando temas de terror y feministas. Escobar afirmó que el reparto, en particular Imogen Faith Reid, ofreció interpretaciones sólidas, y disfrutó de cómo la serie cambiaba de perspectiva. También apreció la reflexión de la serie sobre la culpa, la justicia y la redención, y la calificó de más compleja de lo que parece en un principio. Kristen Baldwin, de Entertainment Weekly, apreció la forma en que Good American Family retrata el caso de Natalia Grace a través de perspectivas cambiantes, con Ellen Pompeo e Imogen Faith Reid ofreciendo sólidas interpretaciones. Elogió la narrativa de suspense de la serie, que presenta relatos contradictorios sin apoyar totalmente a ninguna de las partes, lo que aumenta la tensión. Baldwin destacó la interpretación de Kristine Barnett como una madre controladora y obsesionada con su imagen, al tiempo que valoró la capacidad de Reid para captar la vulnerabilidad y el distanciamiento de Grace. Afirmó que Good American Family engancha a los espectadores, pero deja muchas preguntas sin respuesta, lo que la convierte en una puerta de entrada para seguir explorando el caso real.
Jazmin Aguilera, de The Boston Globe, consideró impresionante la capacidad de Pompeo para interpretar de forma convincente tanto la arrogancia de Kristine Barnett como su posterior caída en la paranoia, mostrando los delirios polifacéticos del personaje. También elogió la narrativa estilo Rashomon de la serie, que cambia eficazmente de perspectiva, haciendo que la versión de los hechos de cada personaje parezca auténtica. Aunque señaló que la serie recurre ocasionalmente a manidos tropos de suspenso, reconoció su poder en los últimos episodios, en los que la interpretación de Natalia Grace por Reid añadió profundidad a la historia, revelando la complejidad de su personaje y los abusos que sufrió. Benjamin Lee, de The Guardian, dijo que Good American Family presenta eficazmente la historia de Natalia Grace ofreciendo perspectivas opuestas y una línea temporal cambiante. Elogió la capacidad de la serie para desviar la atención de la cultura «momfluencer» y poner de relieve la podredumbre subyacente, en particular a través de la interpretación de Pompeo de Kristine Barnett. Lee consideró que la serie resultaba atractiva al pasar de thriller a drama criminal, con una sólida interpretación de Reid. Sin embargo, señaló que la serie tuvo problemas con el tono, tratando de equilibrar el sensacionalismo con la reflexión moral. Lee apreció las interpretaciones de Christina Hendricks y Mark Duplass, pero consideró que la estética visual de la serie era demasiado sencilla para una historia tan salvaje. Afirmó que, si bien quienes conocen la historia de Natalia Grace pueden encontrar menos valor en la serie, ésta tiene más significado para los espectadores no familiarizados con el caso.

### Premios
Good American Family fue nominada como Equipo de Localización del Año - Episodio de Televisión - Una Hora en los California on Location Awards de 2024.